# Sân bay Villefranche – Tarare
Sân bay Villefranche – Tarare (tiếng Pháp: Aéroport de Villefranche – Tarare) (IATA: XVF, ICAO: LFHV) là một sân bay có khoảng cách 10 km về phía tây nam Villefranche-sur-Saône, một thị trấn ở tỉnh Rhône trong vùng Auvergne-Rhône-Alpes đông trung bộ Pháp.

## Destinations
- Air France
  - Air France cung ứng bởi Twinjet (Clermont-Ferrand, Lyon, Paris-Orly, Perpignan) [bắt đầu từ 31/10]